# Juntikedokan
Juntikedokan is een bestuurslaag in het regentschap Indramayu van de provincie West-Java, Indonesië. Juntikedokan telt 7819 inwoners (volkstelling 2010).